# Podivuhodná cesta Nilse Holgerssona Švédskem

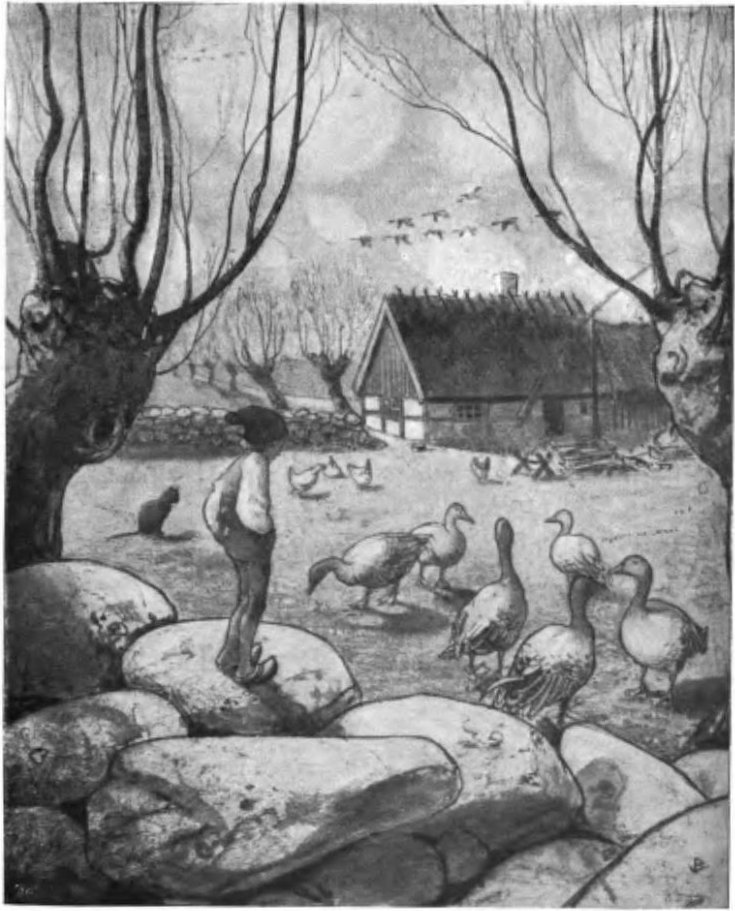
První z obrázků původního švédského vydání

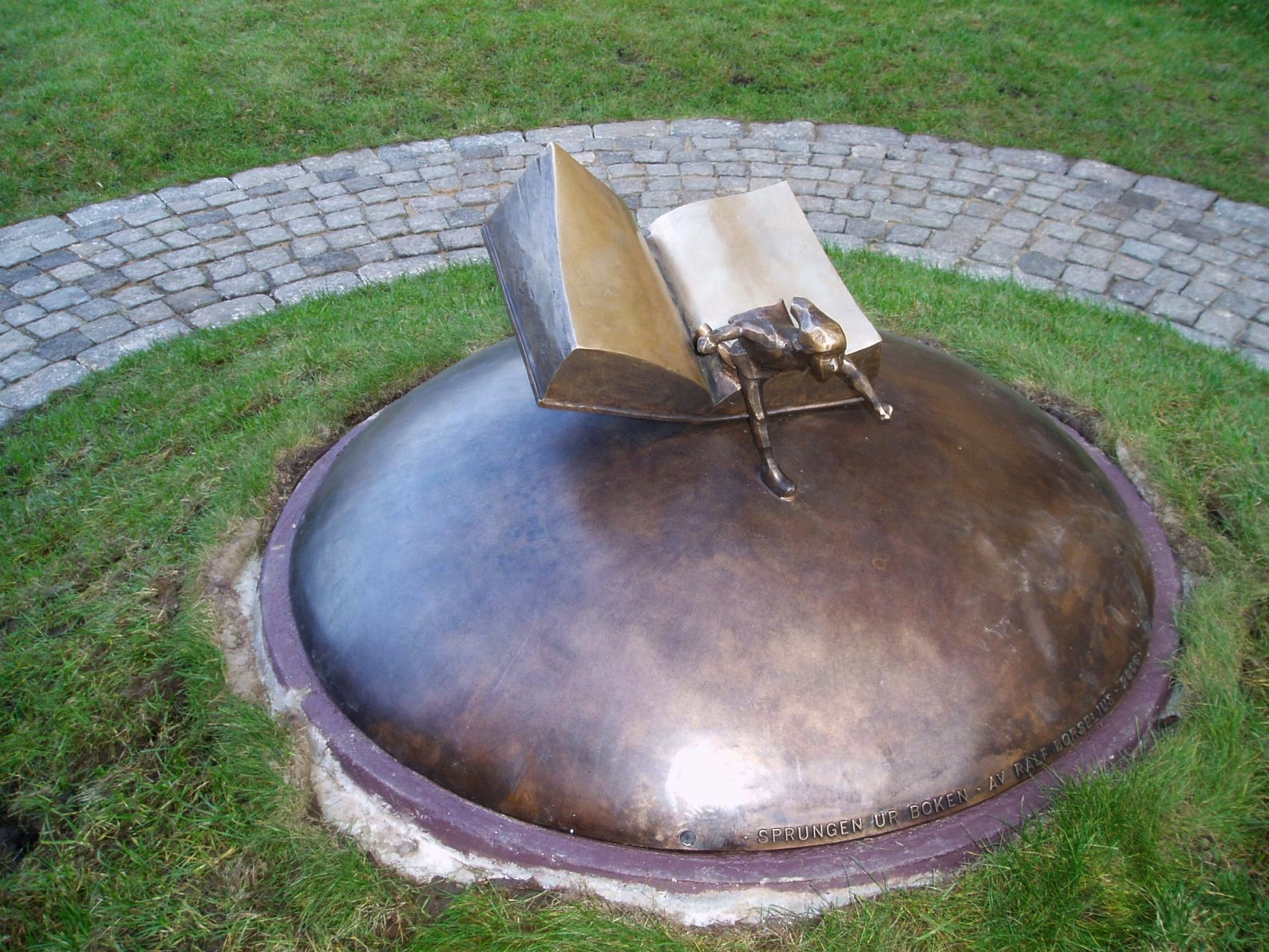
Socha Nilse Holgerssona v Karlskroně

Podivuhodná cesta Nilse Holgerssona Švédskem (švédsky Nils Holgerssons underbara resa genom Sverige) je naučný román pro děti z let 1906–1907 švédské autorky Selmy Lagerlöfové.
Román byl vytvořen na základě zadání švédské Národní jednoty učitelů z roku 1902, které požadovalo zeměpisnou čítanku pro veřejné školy. Lagerlöfová tedy před sepsáním nastudovala švédskou přírodu a chování zvířat (zejména ptáků), ale i lidové zvyky a pověsti a hospodářský život jednotlivých švédských krajů. S povídáním o zvláštnostech různých krajů pak seznámila čtenáře při popisech krajin, kterými hlavní postava - Nils Holgersson - putuje, nebo i při příbězích, které jsou mu (a tím i čtenáři) v knize vyprávěny.
Román se stal pevnou součástí švédské kultury, postava chlapce letícího na huse se v 90. letech 20. století tak dostala například na švédskou dvacetikorunu (platila do roku 2016). Byl také několikrát zfilmován.

## Děj
Nils Holgersson je mírně sobecký a zlobivý jedináček v chudé rodině ve Skåne, který je jednoho dne nechán rodiči v době bohoslužeb doma, aby si sám četl Lutherovu postillu. Místo toho ovšem potká domácího skřítka a zkusí ho trápit. Skřítek ho pak zakleje v skřítka a zmizí. Zároveň je tím Nilsovi dána schopnost rozumět zvířecí řeči, a tak zjišťuje, že všechna domácí zvířata si dobře pamatují, kdy a jak je trápil, a nechystají se mu nijak pomoci. Vzápětí přes statek letí divoké husy a jejich lákání vyslyší domácí houser Martin a rozhodne se odletět s nimi. Nils se ho snaží zadržet, ale Martin ho prostě vezme s sebou.
K Nilsovi se zpočátku husy, vedené starou a moudrou Akka z Kebnekajsy chovají s odporem, stejně jako jiná zvířata, ale postupně si získá jejich uznání, když pomůže nejen jim, ale vprospěje i jiným zvířatům, která po cestě potkají. Zároveň si však ochranou hus získá velkého nepřítele v lišákovi Smirrovi, jehož pronásledování je jedním z důvodů, proč husy křižují Švédskem sem a tam, díky čemuž se Nils seznamuje s charakteristikami jednotlivých jižních švédských krajů.
Zároveň Nils zažívá různá dobrodružství. Například při obraně hradu (či spíše sýpky) v Glimminge si chlapec zahraje na krysaře, aby ochránil pevnost a zbytek starého rodu černých krys proti nájezdu invazních šedých krys, pak absolvuje kulturní slavnost zvířat na Kulabergu.
V rámci pokusu vyhnout se Smirrovi husy letí také přes Öland a Gotland, takže ve své cestě proletí nad všemi švédskými kraji.
Na závěr je Nils proměněn zpět v chlapce.

## Filmové adaptace
V roce 1939 natočil Švéd Einar Norelius animovaný krátký film Nils Holgerssons underbara resa.
V roce 1955 měl premiéru sovětský animovaný film Začarovaný chlapec (Заколдованный мальчик – Zakoldovannyj malčik), který režírovali Alexandra Gavrilovna Sněžko-Blockaja a Vladimir Ivanovič Polkovnikov.
Pak vytvořili v roce 1962 ve Švédsku hraný film Nils Holgersson (Nils Holgerssons underbara resa).
V roce 1980 vznikl japonský animovaný seriál Nils Holgersson (ニルスのふしぎな旅 – Nirusu no Fušigi na Tabi). Měl 52 dílů, režírovali ho Mamoru Ošii a Hisajuki Toriumi a hudbu k němu skládal český skladatel Karel Svoboda.
V roce 2011 měl premiéru dvoudílný švédsko-německý hraný film Nils Holgersson a jeho zázračná cesta (Nils Holgerssons wunderbare Reise) režiséra Dirka Regela.